# Световна награда за фентъзи
Световната награда за фентъзи (на английски: World Fantasy Award) е награда, която е връчена за пръв път през 1975 г. С наградата се награждават най-значимите произведения от жанра фентъзи.
Връчването на наградата и определянето на победителите се е променяло заедно с развитието на самата награда. Обособили са се няколко категории, в които се връчва:
- Най-добър роман
- Най-добра повест
- Най-добро кратко произведение
- Най-добра антология
- Най-добра колекция
- Най-добър художник
- Цялостен принос

Това са основните категории, в които се връчва наградата. По-късно са се формирали и допълнителни категории, в които обаче наградата не се връчва винаги, когато останалите.